# Irundisaua ucayalensis
Irundisaua ucayalensis là một loài bọ cánh cứng trong họ Cerambycidae.